# Karel Bořivoj Presl
Karel Bořivoj Presl (17. února 1794, Praha – 2. října 1852, tamtéž) byl český lékař a profesor všeobecného přírodopisu na univerzitě v Praze a jeden z nejvýznamnějších českých botaniků 19. století.

## Život
Narodil se jako druhý syn pražského jehláře Jakuba Pressla a jeho ženy Terezie. Vystudoval medicínu a přírodní vědy na pražské Karlo-Ferdinandově univerzitě. Se starším bratrem Janem Svatoplukem prováděl vědecké výzkumy a jako redaktor se podílel na vydávání prvního česky psaného vědeckého časopisu Krok. Byl dvakrát ženat, s manželkami Karolínou a Frederikou měl šest dětí.
Kromě systematického výzkumu české květeny prováděl i botanické výzkumy v zahraničí (Apeninský poloostrov a Sicílie). Od roku 1822 byl kustodem sbírek Národního muzea. Přednášel přírodní vědy na pražské univerzitě, kdy byl jmenován profesorem.
Jeho oficiální autorská botanická a mykologická zkratka je „C. Presl“; dříve se používala i zkratka „K. B. Presl“.

## Dílo
- Flora Čechica (1819, spolu s bratrem Janem Svatoplukem) – první dokončená systematicky zpracovaná česká květena popisující 1498 druhů
- Mantissa I. ad Floram Čechicam (1822, dodatek k předchozí publikaci)
- Botanicus - Reliquiae Haenkeanae

## Galerie

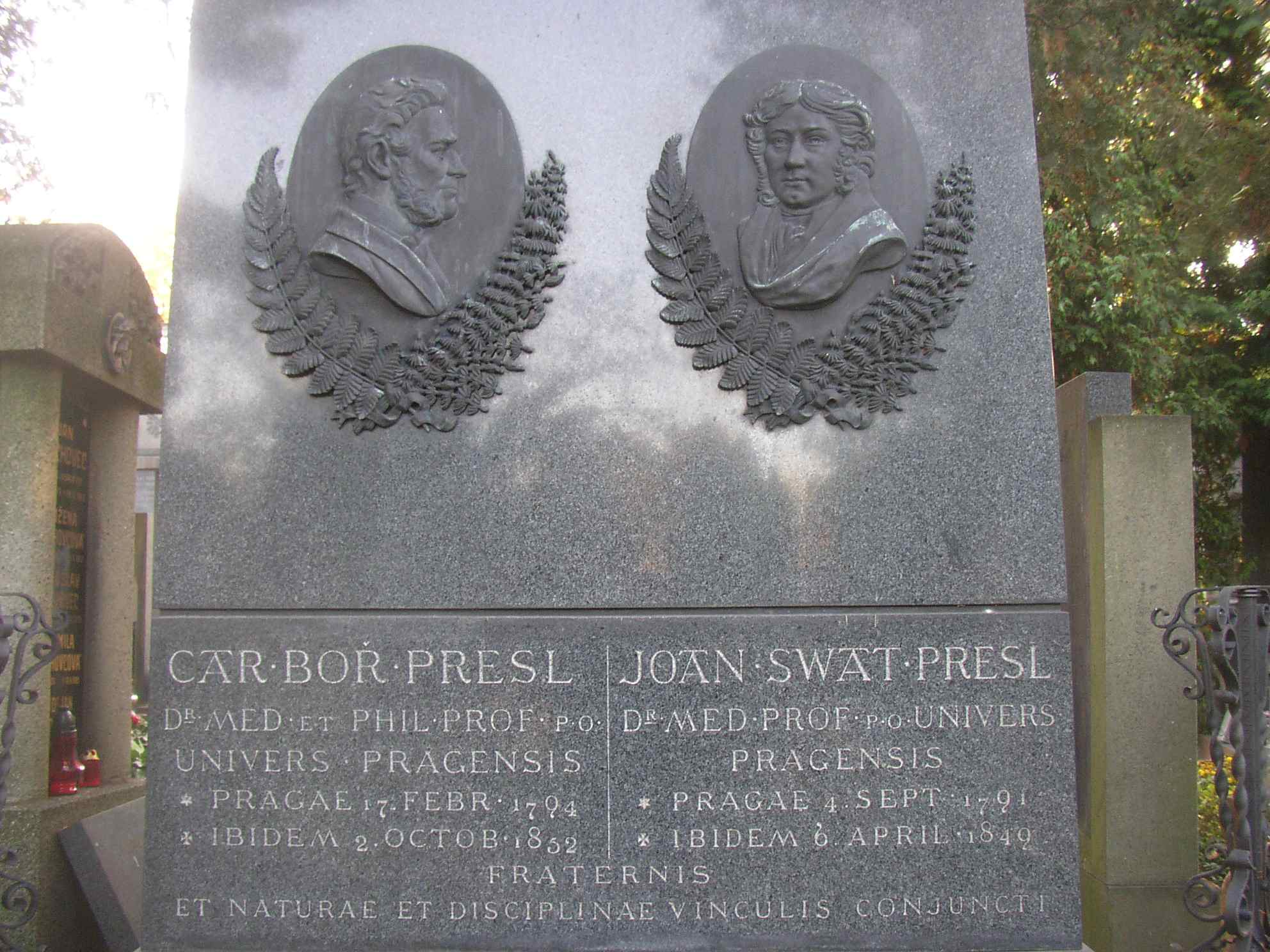
Spojeni pouty přírody i vědy, hlásá latinský nápis na náhrobku bratří Preslových na vyšehradském hřbitově
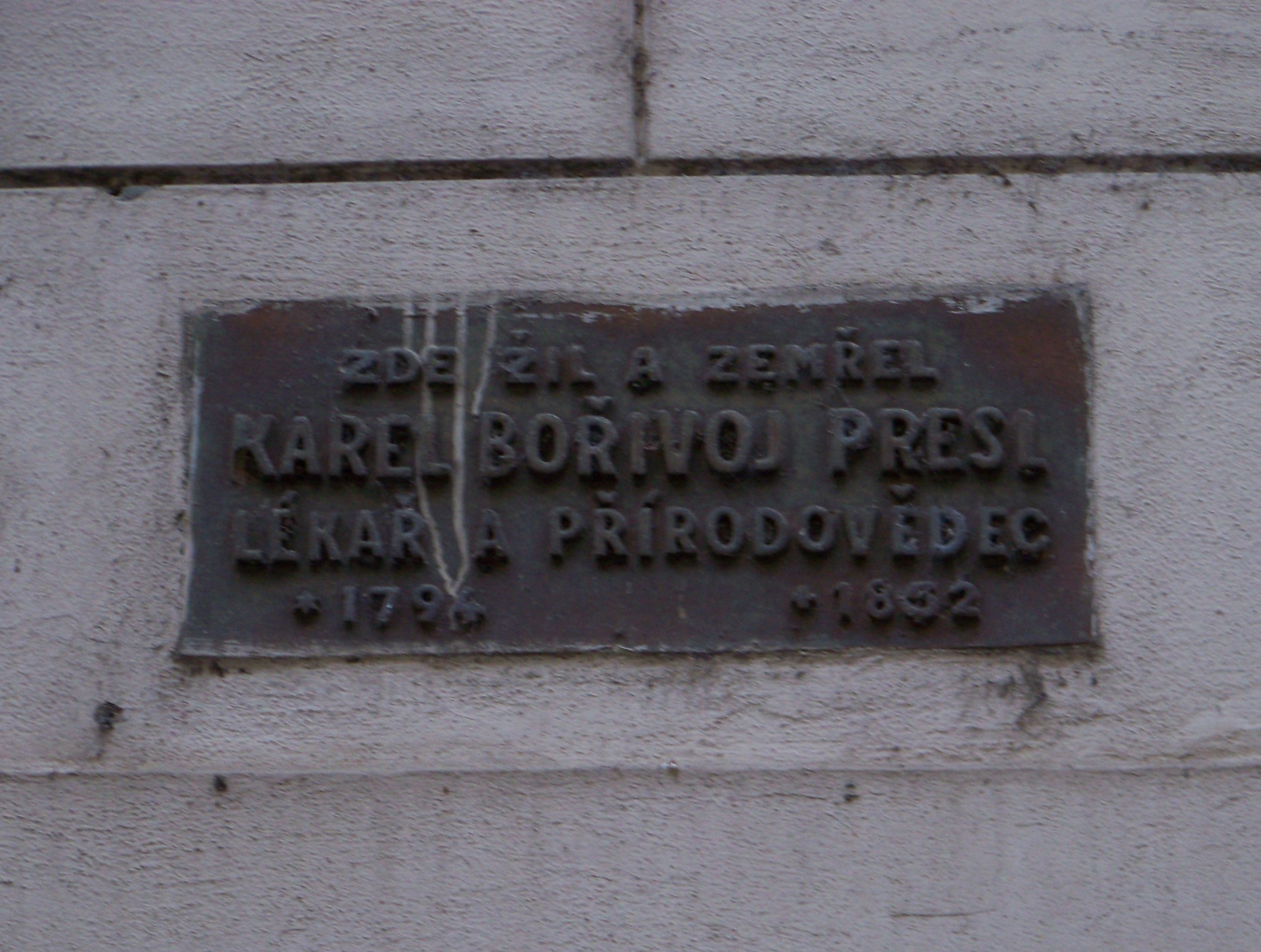
Staré Město, U Šedivých, pamětní deska – Karel Bořivoj Presl